# Uhlíková nanotrubice

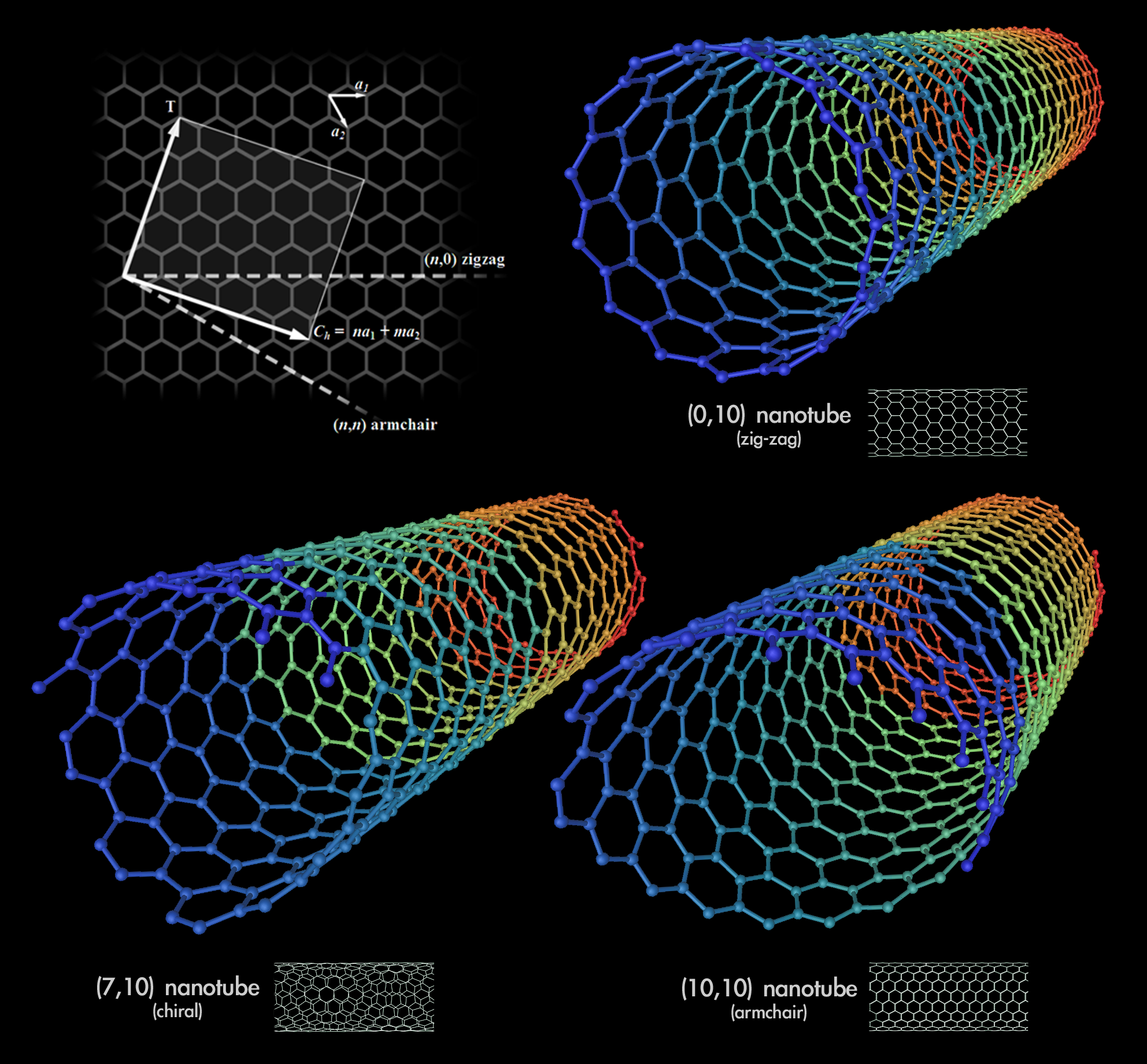
Typy uhlíkových nanotrubic – schémata

Uhlíkové nanotrubice (anglicky carbon nanotubes, zkratka CNTs) jsou podlouhlé útvary, jejichž stěny jsou tvořeny atomy uhlíku (podobné kulovitým fullerenům) o průměru 1 až 100 nanometrů a o délce do 100 µm. Mohou být jedno- či vícestěnné a vyznačují se vysokou pevností a výbornou elektrickou vodivostí. Výroba uhlíkových nanotrubic je významným výsledkem výzkumu v oblasti nanotechnologií.

## Historie nanotrubic
Začátek vývoje nanotrubic není známý. Podle některých nálezů z 21. století měly existovat nanotrubice už v 6. století před n. l. jako povrstvení keramických výrobků v Indii aj. Uhlík jako chemický prvek byl definován v 18. století, uhlíková vlákna (obsahující pravděpodobně tehdy neznámé nanotrubice) byla navrhována koncem 80. let 19. století k použití do Edisonovy lampy. O stavu dalšího vývoje byla poprvé informována širší veřejnost v roce 1952, když sovětští vědci Raduškjevič a Lukjanovič publikovali mikroskopické snímky "svých" dutých uhlíkových nanovláken  (Ø 50 nm). 1991 definoval Japonec Iijima syntézu a mimořádné vlastnosti trubic a dal tím podnět k intenzivnímu výzkumu technologie jejich výroby. První gram komerčně vyrobené jednostěnné trubice z roku 1993 stál 2000 USD.
Průmyslová produkce nanotrubic začala v roce 2004, v roce 2014 bylo celosvětově vyrobeno 5 kilotun. V roce 2022 se očekávalo zvýšení na 20 kilotun, celkový výnos z prodeje měl dosáhnout 2 miliardy USD,  z toho 22 % za jednostěnné a 78 % za vícestěnné trubice.
Ve 2. dekádě 21. století se platilo za jednostěnné trubice s čirostí nad 90 % až 1000 USD/g. V roce 2022 se udávaly ceny za jednostěnné od 1 do 100 €/g, za vícestěnné trubice 25–500 €/g. Za jednostěnné trubice s určitou speciální funkcí se platilo až 1000 €/g, za vícestěnné do 300 €/g.

## Vlastnosti a použití

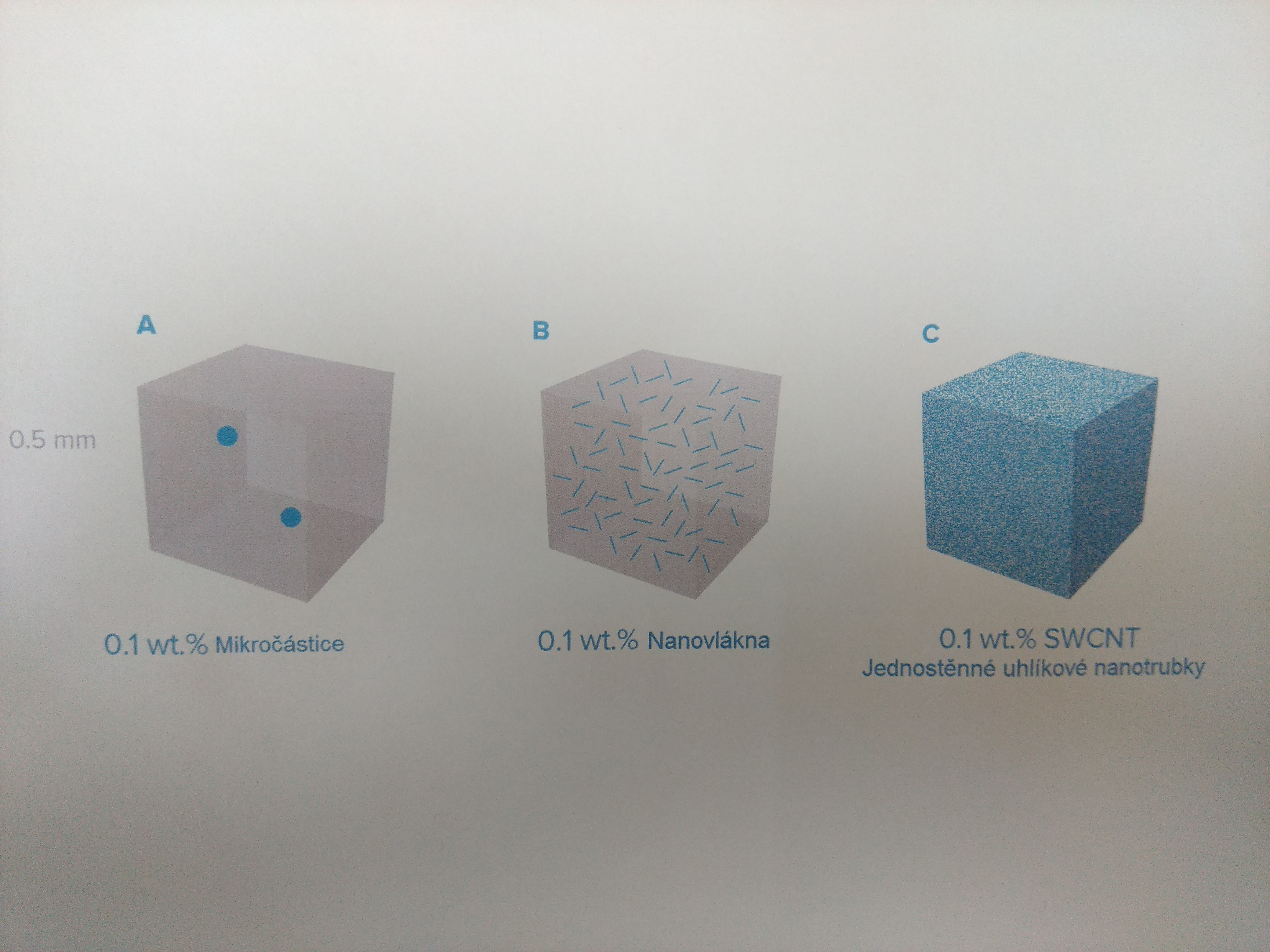
Disperze mikročástic, nanovláken a nanotrubic v omezeném objemu látky

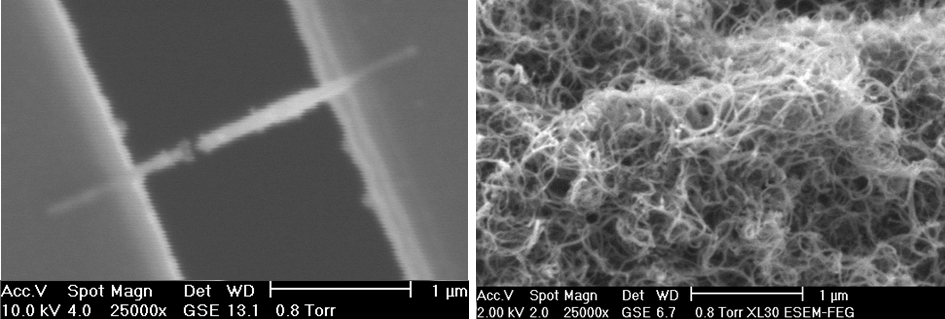
Nanotrubice – mikrosnímek

### Druhy nanotrubic
- Jednostěnné uhlíkové nanotrubky (SWCNT)
- Dvoustěnné uhlíkové nanotrubky (DWCNT)
- Vícestěnné uhlíkové nanotrubky (MWCNT)
- Nekarbonové nanotrubky

### Vlastnosti
Když jsou vloženy do matrice materiálu, dobře rozptýlené nanotrubičky vytvářejí 3D zesílenou a vodivou síť, přičemž výrazně sníží dopad na originální barvu a další klíčové vlastnosti materiálu. Díky svým malým rozměrům, nanotrubice mají velmi velký specifický povrch (Plocha povrchu pevné látky, vztažená na jednotku hmotnosti (obvykle m2 g−1).
Porovnání některých vlastností uhlíkových trubic a nanovláken: 
| Struktura trubic/vláken | Průměr (nm) | Délka (mm) | Poměr délka/průměr | Taž.pevnost (GPa) | term. vodivost (W/m.K) |
| ----------------------- | ----------- | ---------- | ------------------ | ----------------- | ---------------------- |
| jednostěnné t.          | 0,6-2       | <1         | <10 000            | 50-100            | 3000-6000              |
| vícestěnné t.           | 7-10        | <1         | 50-4000            | 10-50             | 2000-3000              |
| nanovlákna              | 50-200      | 0,1        | 250-2000           | 2,92              | 1950                   |

### Způsoby výroby
| Metoda                      | Výtěžek | Výhody                                                                                | Nevýhody                                             |
| --------------------------- | ------- | ------------------------------------------------------------------------------------- | ---------------------------------------------------- |
| Obloukový výboj             | 30–90 % | jednoduchý, nenákladný proces, vysoký výtěžek, vysoká čirost, průměr trubic = 1–20 nm | krátké trubice s náhodnými délkami, dávkovaný proces |
| Laserové vypařování         | 70 %    | vysoká čirost, dobrá regulace stejnoměrnosti průměru                                  | vysoké náklady na zařízení, dávkovaný proces         |
| Nános chemickým vypařováním | 95 %    | vysoká čirost, dlouhé trubice, nepřetržitý proces, průměr t. = 0,8–2 nm               | mnoho závad ve výsledných trubicích                  |
| Solární pec                 | 60 %    | průměr trubic = 1,2–1,6 nm                                                            | velmi pomalý proces, náhodné délky trubic            |

### Hlavní sektory použití
Elektronika a polovodiče, akumulátory, kompozity pro mechanické konstrukce, astronautika a vojenství, chemické přípravky, zdravotnictví a lékárenství.

#### Pokusy s použitím nanotrubic k výrobě textilních vláken
S cílem zvýšení pevnosti textilních vláken byly prováděny pokusy s kompozity z různých polymerů s příměsí uhlíkových nanotrubic. Výsledky pokusů s polyamidem, polypropylenem, UHMWPE a dalšími zůstaly však daleko za teoretickými předpoklady.
V roce 2013 bylo v Číně z uhlíkových nanotrubic získaných (pravděpodobně) pyrolýzou celulózy při teplotách 1500 až 2200 °C laboratorně vyrobeno textilní vlákno o délce 550 mm s tažnou pevností 120 GPa. Filamenty z uhlíkových nanotrubic zpracovaných gelovým zvlákňováním byly pokusně vyrobeny s průměrem 46 nm. Maximální tažná pevnost dosáhla cca 270 MPa s modulem do 10 GPa.
V roce 2018 bylo použití nanotrubic pro textilie ve stádiu výzkumu. Výzkum se zaměřuje na úpravu textilií nanotrubicemi, která má přinést širokou škálu výrobků s různou elektrickou vodivostí a výrobu kompozitních materiálů pro technické i oděvní účely.

## Zdravotní rizika
Američtí vědci prokázali mnohé toxické a rakovinotvorné zplodiny z výroby uhlíkových nanotrubic, například 15 aromatických uhlovodíků jako benzo(a)pyren nebo benzen, ale i další látky jako 1,3-butadien.
V květnu 2008 zveřejnil britsko-americký výzkumný tým studii, podle které uhlíkové nanotrubice v dutině břišní pokusných zvířat způsobují podobné patologické změny jako např. vlákna azbestu. Švédský výzkum zase ukázal, že u myší způsobuje vdechování jednostěnných uhlíkových nanotrubic plicní zánět a fibrózu. Zjištěny byly i genotoxické účinky uhlíkových nanotrubic. Některé jiné studie však strach z použití uhlíkových trubic zmírňují. Podle IARC nebyla provedena žádná epidemiologická studie na CNT. Pokud jde o karcinogenitu u experimentálních zvířat, byly informace pro MWCNT-7 dostatečné, ale pro dva typy MWCNT s rozměry podobnými MWCNT-7 byly informace nedostatečné. Rovněž byly nedostatečné informace i pro SWCNT. MWCNT-7 byla klasifikována jako možná karcinogenní látka pro člověka (skupina 2B). SWCNT a MWCNT, s výjimkou MWCNT-7, byly kategorizovány jako neklasifikovatelné, pokud jde o jejich karcinogenitu pro lidskou populaci(skupina 3) .

## Ekologická rizika
Uhlíkové nanotrubice jsou v životním prostředí biologicky dostupné pro živé organismy, mají schopnost dlouhodobě přetrvávat v prostředí a hromadit se v potravních řetězcích.